# Manga Time Kirara
Manga Time Kirara (まんがタイムきらら Manga Taimu Kirara?) es una revista japonesa de manga seinen publicada por Hōbunsha que serializa principalmente manga yonkoma. La revista se vende el 9 de cada mes y se publicó por primera vez como una edición especial de Manga Time, otra revista de Hōbunsha, el 17 de mayo de 2002.

## Mangas serializados

### En curso
| Manga                                                                        | Primera edición    | Autor            |
| ---------------------------------------------------------------------------- | ------------------ | ---------------- |
| Acchi Kocchi (あっちこっち Atchi Kotchi?)                                    | enero de 2006      | Ishiki           |
| Cherry Blossom! (チェリーブロッサム！ Cherī Burossamu!?)                     | enero de 2006      | Shinta Sakayama  |
| Chevalier (しゅばりえーる Shubariēru?)                                       | enero de 2014      | Daise            |
| Futari de Hitorigurashi (ふたりでひとりぐらし、?)                            | abril de 2015      | zara             |
| Gita × Man (ギタ×マン！?)                                                    | noviembre de 2013  | Ripo Day         |
| Hakoiri Drops (箱入りドロップス?)                                            | abril de 2011      | Yū Tsurusaki     |
| Himekami Diary (ひめかみ＊ダイアリィ?)                                       | junio de 2014      | Mottsun*         |
| Hitsugi Katsugi no Kuro. ~Kaichū Tabi no Wa~ (棺担ぎのクロ。～懐中旅話～?)   | enero de 2005      | Satoko Kiyuzuki  |
| K-ON! Shuffle (けいおん！Shuffle)                                            | julio de 2018      | Kakifly          |
| Kami-sama to Quintet (神様とクインテット Kami-sama to Kuintetto?)            | julio de 2014      | Oshioshio        |
| Kirakira ★ Study ~Zettai Gōkaku Sengen~ (神様とクインテット?)                | junio de 2015      | Tsubomi Hanabana |
| Koharu Biyori. (こはる日和。?)                                               | noviembre de 2014  | Neko Ume         |
| Komyushō Idol Reika-chan (コミュ障アイドルれいかちゃん?)                     | octubre de 2014    | Mario Hanasaki   |
| Olive! Believe, "Olive"? (オリーブ！Believe,"Olive"??)                       | julio de 2014      | Furō Fuzuki      |
| Ranking Girl (ランキンガール Rankin Gāru?)                                   | enero de 2014      | Okamoto          |
| Sakuranbocchi (サクランボッチ?)                                              | enero de 2014      | Nayuta Yūri      |
| Sansha San'yō (三者三葉?)                                                    | febrero de 2003    | Cherry Arai      |
| Santa Claus Off! (サンタクロース・オフ！ Santa Kurōsu Ofu!?)                 | febrero de 2003    | Kanari Abe       |
| Satsuki Complex (さつきコンプレックス Satsuki Konpurekkusu?)                 | enero de 2011      | Sugar            |
| Sengen Tantei Reiko no Hanninroku (千眼探偵レイコの犯人録?)                  | enero de 2015      | Furai            |
| Shimekiri Gohan (〆切ごはん?)                                                | septiembre de 2013 | Aki Konishi      |
| Slow Start (スロウスタート Surou Sutāto?)                                    | julio de 2013      | Yuiko Tokumi     |
| Taishō Roman Kissatan - Rakuwen Otome S (大正ロマン喫茶譚 ラクヱンオトメＳ?) | septiembre de 2014 | Dan Kanda        |
| Tonari de. (となりで。?)                                                     | marzo de 2015      | Mizu Kisaragi    |
| Varubaito! (ヴぁるばいと！?)                                                 | enero de 2014      | Ama              |
| Yuyushiki (ゆゆ式 Yuyushiki?)                                                | mayo de 2008       | Komata Mikami    |

### Finalizados
| Manga                                                                 | Primera edición   | Edición final      | Autor                 |
| --------------------------------------------------------------------- | ----------------- | ------------------ | --------------------- |
| Akumasama e Rupu ☆ (悪魔様へるぷ☆?)                                   | julio de 2003     | mayo de 2006       | Sesuna Mikabe         |
| Ane Chikku Sensation (あねちっくセンセーション Ane Chikku Sensēshon?) | febrero de 2005   | junio de 2008      | Yashiyo Yoshiya       |
| Dōjin Work (ドージンワーク Dōjin Wāku?)                               | abril de 2006     | octubre de 2008    | Hiroyuki              |
| Fu-Step (ふーすてっぷ?)                                               | agosto de 2006    | mayo de 2008       | Sesuna Mikabe         |
| Fuon Connect! (ふおんコネクト！ Fuon Konekuto!?)                      | marzo de 2006     | abril de 2008      | zara                  |
| High Risk Miracle (ハイリスクみらくる Hai Risuku Mirakuru?)           | julio de 2002     | octubre de 2004    | Yashiyo Yoshiya       |
| K-On! (けいおん！ Keion!?)                                            | junio de 2007     | septiembre de 2012 | Kakifly               |
| Kage Mucha Hime (影ムチャ姫?)                                         | julio de 2002     | mayo de 2007       | Nantoka               |
| Kamisama no Iutōri! (かみさまのいうとおり！?)                         | diciembre de 2003 | febrero de 2013    | Aki Konishi           |
| Karuki Sensen (カルキ戦線?)                                           | julio de 2002     | febrero de 2006    | Toraichirō Ōta        |
| Love Me Do (らぶみーどぅ Rabu Mī Du?)                                 | julio de 2002     | febrero de 2006    | Lulu Shinjō           |
| Maomao (マオマオ?)                                                    | julio de 2002     | julio de 2006      | Naphthalene Mizushima |
| Neko Kissa (ねこきっさ?)                                              | octubre de 2002   | junio de 2011      | Nemigi Toto           |
| Onmitsu ☆ Shōjo (隠密☆少女?)                                          | julio de 2002     | febrero de 2005    | Ryōji Sekine          |
| Pocket Journey (ぽけっとジャーニー?)                                  | julio de 2002     | febrero de 2005    | Oyano Ōta             |
| Shimai no Hōteishiki (姉妹の方程式?)                                  | mayo de 2003      | enero de 2007      | Chiki Nonohara        |
| Super Maid Chirumi-san (スーパーメイドちるみさん?)                    | julio de 2002     | marzo de 2007      | Tōko Shiwasu          |
| Tenchō no Watanabe-san (てんちょおのワタナベさん?)                    | julio de 2002     | octubre de 2005    | Monta Tokita          |
| Tennen Aluminium! (天然あるみにゅーむ！?)                             | diciembre de 2007 | marzo de 2008      | Komusō                |
| Tenshi no Matsuei (てんしの末裔?)                                     | octubre de 2002   | enero de 2006      | Jun Fujishima         |
| Torikoro (トリコロ?)                                                  | octubre de 2002   | mayo de 2004       | Hairan                |
| With Liz (うぃずりず Wizurizu?)                                       | marzo de 2006     | febrero de 2011    | Yoshimi Sato          |
| Ichi-Nen Nanana-Gumi (1年777組?)                                      | octubre de 2002   | junio de 2008      | Kazuki Shū            |

## Adaptados al anime
- Dōjin Work – verano 2007
- K-On! – primavera 2009
- K-On!! – primavera 2010
- Acchi Kocchi – primavera 2012
- Yuyushiki – primavera 2013
- Sansha San'yō – primavera 2016
- Slow Start – invierno 2018

## Adaptación a juego
Kirara Fantasia (きららファンタジア Kirara Fantajia?) es un juego de rol de fantasía gratuito desarrollado por Drecom y Meteorise y publicado por Aniplex. El juego es un crossover sobre los personajes de todas las revistas Manga Time Kirara incluyendo Manga Time Kirara, Manga Time Kirara Carat, Manga Time Kirara Max y Manga Time Kirara Forward. El juego fue lanzado en Japón para dispositivos iOS y Android el 11 de diciembre de 2017.